# Comté de Haute-Gascoyne
Le Comté de Haute-Gascoyne est une zone d'administration locale sur la côte est de l'Australie-Occidentale en Australie. Le comté est situé à 1000 kilomètres au nord de Perth, la capitale de l'État. 
Le centre administratif du comté est la ville de Gascoyne Junction
Le comté est divisé en un certain nombre de localités:
- Burringurrah
- Gascoyne Junction
- Mount Augustus

Le comté a 6 conseillers locaux et est divisé en 3 circonscriptions avec 2 conseillers pour chaque
- North Ward
- South Ward
- East Ward